# アルフレート3世・ツー・ヴィンディシュ＝グレーツ
アルフレート3世・ツー・ヴィンディシュ＝グレーツ（Alfred III. Fürst zu Windisch-Grätz、1851年10月31日 - 1927年11月23日）は、オーストリア＝ハンガリー帝国の貴族、政治家。オーストリア（ツィスライタニエン）首相（在任1893年11月11日 - 1895年6月19日）を務めた。全名はアルフレート・アウグスト・カール・マリア・ヴォルフガング・エルヴィン・ツー・ヴィンディシュ＝グレーツ（Alfred August Karl Maria Wolfgang Erwin zu Windisch-Grätz）。

## 経歴
ヴィンディシュ＝グレーツ侯アルフレート2世とその妻のロプコヴィッツ侯女ヘートヴィヒ（1829年 - 1852年）の間の一人息子として生まれた。祖父は1848年革命の抑圧者として知られるヴィンディシュ＝グレーツ侯アルフレート1世である。ショッテン中等教育学校（Schottengymnasium）で教育され、若くして高い教養を積んだ。ボヘミア王国議会およびオーストリア貴族院の議員となり、多民族国家であるオーストリア＝ハンガリーの諸民族の融和と統合を推進した。1893年から1895年までツィスライタニエン（二重帝国におけるオーストリア側）首相を務めたが、民族融和派の指導者としてドイツ人とチェコ人の激しい民族対立（バデーニ言語令参照）に悩まされ、辞任に追い込まれた。
1895年にオーストリア貴族院議長に選出され、1918年に二重帝国が崩壊するまで同職にあった。1918年の帝国の瓦解に伴い、貴族称号とボヘミアの所領の多くを新生の民族国家チェコスロヴァキアに没収された。ヴィンディシュ＝グレーツはチェコスロヴァキアの市民権取得を拒否した。
1877年6月18日にウィーンにおいて、アウエルスペルク家の侯女ガブリエーレ（1855年 - 1933年）と結婚し、間に2男5女の7人の子女をもうけた。後継ぎ息子のヴィンツェンツ（1882年 - 1913年）は独身のまま自動車事故で死去したため、ヴィンディシュ＝グレーツ侯爵家の家督は従弟のルートヴィヒ侯子（1882年 - 1968年）が継いだ。
イギリス王子マイケル・オブ・ケント王子の妻マリー＝クリスティーヌは曾孫にあたる。